# صفيحة قاعدية
الصفيحة القاعدية هي طبقة من المصفوفة خارج الخلية تفرزها الخلايا الظهارية، والتي تجلس عليها الظهارة. غالبًا ما يشار إليه بشكل غير صحيح باسم الغشاء القاعدي، على الرغم من أنه يشكل جزءًا من الغشاء القاعدي. لا يمكن رؤية الصفيحة القاعدية إلا بالمجهر الإلكتروني، حيث تظهر كطبقة كثيفة الإلكترون يتراوح حجمها بين 20 و100 نانومتر سميكة (مع بعض الاستثناءات التي تكون أكثر سمكا، مثل الصفيحة القاعدية في الحويصلات الهوائية الرئوية والكبيبات الكلوية).

## هيكل
يتم وصف طبقات الصفيحة القاعدية ("BL") وطبقات الغشاء القاعدي ("BM") أدناه:
| اسم                 | جزء من BL؟ | جزء من BM؟ | ملاحظة |
| ------------------- | ---------- | ---------- | --- |
| صفيحة رقيقة (خفيفة) | نعم        | نعم        | طبقة خفيفة الإلكترون، تحتوي على لامينين بروتين سكري |
| صفيحة سميكة (كثيفة) | نعم        | نعم        | طبقة كثيفة الإلكترون، تتكون الكولاجين من النوع الرابع |
| الصفيحة الشبكية     | لا         | نعم        | عادةً ما توجد الطبقات الثلاث أعلاه من الصفيحة القاعدية أعلى الصفيحة الشبكية، والتي يتم تصنيعها بواسطة خلايا من النسيج الضام الأساسي وتحتوي على فيبرونكتين. الاستثناء هو عندما تتاخم طبقتان ظهاريتان بعضهما البعض كما هو الحال في الحويصلات الهوائية في الرئتين وكبيبات الكلى، حيث تلتحم الصفيحة القاعدية لطبقة ظهارية واحدة مع الطبقة الأخرى. |

تمتد الألياف المثبتة المكونة من النوع السابع من الكولاجين من الصفيحة القاعدية إلى الصفيحة الشبكية الكامنة وتدور حول حزم الكولاجين. على الرغم من وجودها تحت كل الصفيحة القاعدية، إلا أنها عديدة بشكل خاص في خلايا الجلد الحرشفية الطبقية.
لا ينبغي الخلط بين هذه الطبقات والصفيحة المخصوصة، والتي توجد خارج الصفيحة القاعدية.

## الغشاء القاعدي
يمكن رؤية الغشاء القاعدي تحت المجهر الضوئي. يُظهر الفحص المجهري الإلكتروني أن الغشاء القاعدي يتكون من ثلاث طبقات: الصفيحة الرقيقة (خفيفة الإلكترون)، الصفيحة السميكة (كثيفة الإلكترون)، والصفيحة الليفية الشبكية (خفيفة الإلكترون).
كانت الصفيحة السميكة تسمى سابقًا «الصفيحة القاعدية». غالبًا ما تم استخدام المصطلحين «الصفيحة القاعدية» و«الغشاء القاعدي» بالتبادل، حتى تم إدراك أن الطبقات الثلاث التي شوهدت بالمجهر الإلكتروني تشكل الطبقة المفردة التي تُرى بالمجهر الضوئي. وقد أدى ذلك إلى ارتباك كبير في المصطلحات. إذا تم استخدام مصطلح «الصفيحة القاعدية» يجب أن يقتصر على معناه كصفيحة سميكة.
يعتقد البعض أن الصفيحة الرقيقة هي تشويه تم إنشاؤه عند تحضير الأنسجة، وأن الصفيحة الرقيقة تساوي الصفيحة السميكة في الجسم الحي.
عادة ما يستخدم مصطلح «الصفيحة القاعدية» مع الفحص المجهري الإلكتروني، بينما يستخدم مصطلح «الغشاء القاعدي» عادة مع الفحص المجهري الضوئي.
تتضمن أمثلة الأغشية القاعدية ما يلي:
- الغشاء القاعدي
- غشاء بروخ
- غشاء ديسميه
- الغشاء القاعدي الكبيبي

الغشاء القاعدي الكبيبي هو حالة خاصة، يتكون من مزيج من خلية رجلاء، وصفيحة قاعدية بطانية، وتفتقر إلى الصفيحة الشبكية. وبالتالي، فهي تتكون من صفيحة سميكة بشكل خاص، محصورة من الداخل والخارج بواسطة طبقات من الصفيحة الرقيقة (واحدة من كل نوع خلية).

## وظيفة
- يتم تصنيع الصفيحة القاعدية وصيانتها بواسطة الخلايا الموجودة عليها.
- يعمل كنقطة ارتباط للخلايا.
- ومع ذلك، يمكن أن يكون لها أيضًا وظيفة أخرى مثل حاجز النفاذية في الكبيبة (إنتاج البول).
- تتوسط بعض جزيئات المصفوفة (من الصفيحة القاعدية) التصاق متشابك في المشابك العصبية العضلية. (الاقتباس: [تحرير] برادلي ج. كلاين. كتاب كننغهام لعلم وظائف الأعضاء البيطري. سانت لويس، مو.: Elsevier / Saunders ، 2013. طباعة.- page61).

متلازمة ألبورت هي اضطراب وراثي ناتج عن طفرات في جينات COL4A3 / 4/5. هذه الجينات مهمة في تخليق الكولاجين الرابع وتشكيل الغشاء القاعدي. في الأفراد الذين يعانون من هذه المتلازمة، لا يعمل الغشاء القاعدي في الهياكل مثل الكبيبة والأذنين والعينين بشكل صحيح، مما يتسبب في ظهور أعراض مثل الدم في البول وفقدان السمع ومشاكل في الرؤية.